# PZL PW-5
PZL PW-5 „Smyk“ ist ein einsitziges Segelflugzeug in Kunststoffbauweise des polnischen Herstellers PZL Świdnik S.A.
Die PW-5 wurde ab 1978 von Studenten der Universität Warschau entwickelt, das Flügelprofil entwarf Professor Ostrowski. Zwei Prototypen entstanden, von denen einer für Belastungstests verwendet wurde und der zweite 1992 erstmals flog. Anschließend wurde bei PZL in Świdnik eine Vorserie produziert, deren erstes Exemplar im März 1993 den Erstflug absolvierte. Die eigentliche Serienfertigung begann 1994. Als zweisitzige Ausführung entstand die PW-6.
Das Flugzeug wurde von der FAI zu dem Segelflugzeug erklärt, das in der Welt-Klasse geflogen wird. Auswahlkriterien waren u. a. die einfache und sichere Konstruktion und gute Flugeigenschaften. Wichtig war, dass das Flugzeug billig ist, damit es auch in Vereinen und zur Flugausbildung verwendet werden kann.
Es zeichnet sich optisch durch seine relativ kurzen Flächen und den recht hochgezogenen Schwanz aus. Die Bedienung ist sehr angenehm und daher ist das Flugzeug auch zur Schulung einsetzbar. Die Leistungen liegen eher im Bereich der Holz-/Gemischtbauweise.

## Technische Daten

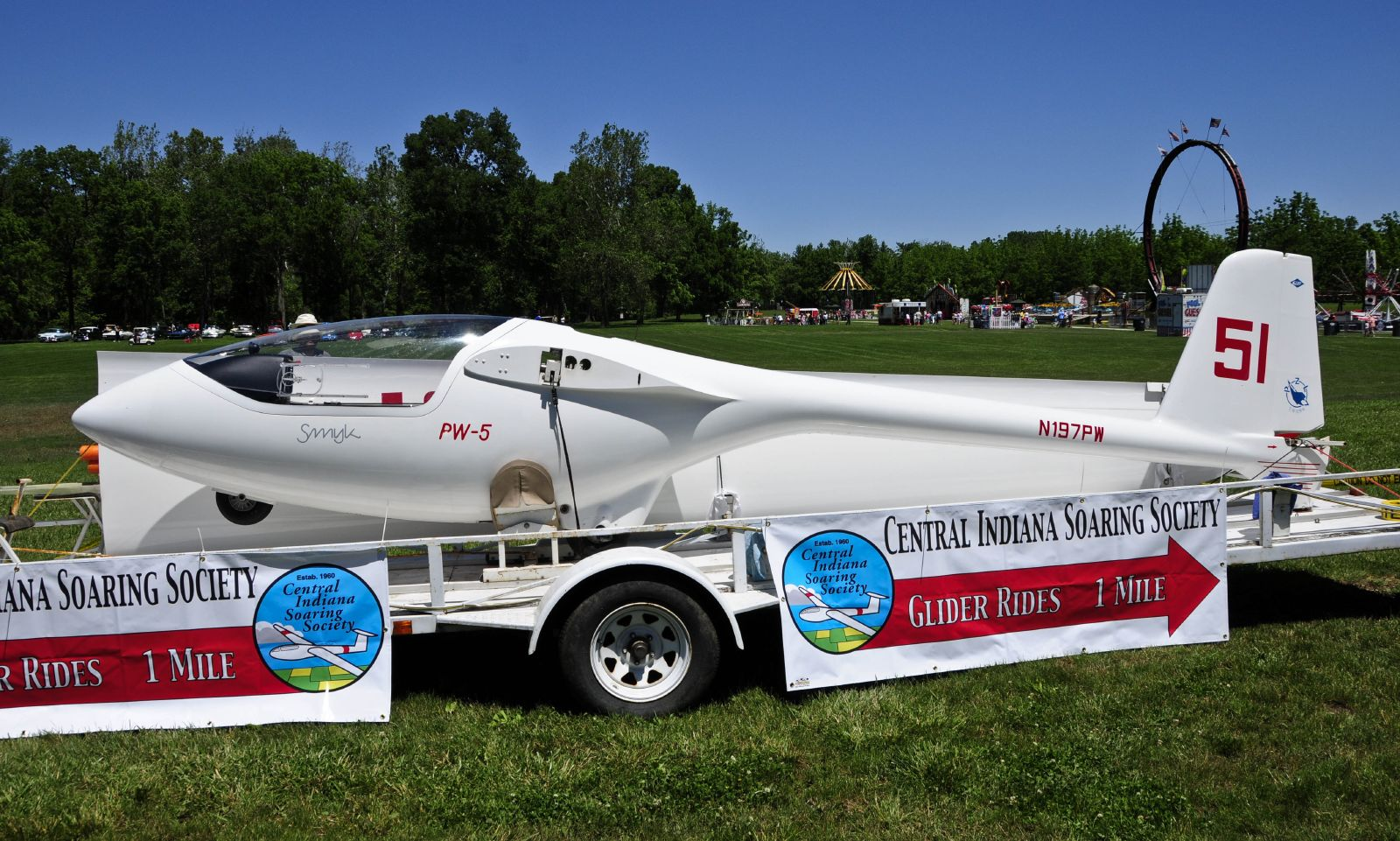
PW-5 auf Transportanhänger

| Kenngröße                     | Daten                                      |
| ----------------------------- | ------------------------------------------ |
| Besatzung                     | 1                                          |
| Spannweite                    | 13,44 m                                    |
| Länge                         | 6,22 m                                     |
| Flügelfläche                  | 10,16 m²                                   |
| Flächenbelastung              | 29,53 kg/m²                                |
| Flügelstreckung               | 17,8                                       |
| Leermasse                     | ca. 185 kg                                 |
| max. Startmasse               | 300 kg                                     |
| Masse eines einzelnen Flügels | 36 kg                                      |
| Höchstgeschwindigkeit         | 220 km/h                                   |
| Mindestgeschwindigkeit        | 62 km/h                                    |
| Geringstes Sinken             | 0,64 m/s bei 73 km/h                       |
| Sinkgeschwindigkeit           | 1,0 m/s bei 100 km/h, 2,2 m/s bei 140 km/h |
| Gleitzahl                     | 33 bei 80 km/h                             |
| g-Limits                      | +5,3 / −2,65                               |
| Profil                        | NN 18-17 %                                 |